# دیودز
دیودز (انگلیسی: Diodes) شرکت الکترونیک آمریکایی است، که در سال ۱۹۵۹ تأسیس شد.